# Église Saint-Germier de Saint-Germier
L'église Saint-Germier est un édifice religieux paroissial situé à Saint-Germier, dans le Tarn, en région Occitanie (France). Elle est dédiée à saint Germier.

## Histoire
L'église de Saint-Germier est mentionné pour la première fois en 1231, lorsque l'évêque d'Albi la revendique comme lui revenant de droit. Dans le même temps, l'abbaye Saint-Benoit de Castres fait de même, ce qui conduit à un procès dirigé par l'archevêque de Bourges, Simon de Sully. Ce dernier, contre toute attente, fait don au prieuré de Burlats du village de Saint-Germier, mais de l'église à l'évêque d'Albi.
En 1318, lorsque le diocèse de Castres est constitué, le village de Saint-Germier, dont l'église, sont confiés au prieuré de Burlats, qui le conserve jusqu'à la Révolution française, et y prélève la dîme. Après cet évènement, l'église se retrouve gravement délabrée, et lorsqu'en 1842, la paroisse réclame 127 francs pour restaurer la toiture, le maire en accorde 50, mais le préfet du Tarn refuse le don de la somme manquante. En 1950, alors que l'édifice n'est déjà pas dans un état glorifiant, un incendie s'y déclare, à cause d'une chaufferette allumée, et ravage la bâtisse. Outre la disparition des vitraux, une grande partie des œuvres picturales qui y étaient conservées sont détruites. 800 francs sont nécessaires à la sauvegarde de l'église, mais il semble qu'aucune action allant en ce sens n'ait été entreprise, car en 1874, la mairie remarque que « le mur ouest menace de s’écrouler et une partie du toit est à refaire ». Néanmoins, en 1880, un certain Louis Fabriès du Mazet fait don de 800 francs à la paroisse, ce qui redonne espoir aux paroissiens, et le 2 décembre 1893, le père Jean-Antoine Roucayrol lance le projet de construction d'une nouvelle église, sur l'emplacement de l'ancienne bâtisse. La première pierre n'est posée que le 7 août 1898, et l'inauguration a lieu le 11 novembre 1900, avec la bénédiction des vicaires Arnail et Birot. L'église n'est alors pas encore terminée, et ne le sera réellement qu'en 1904, après six années de travaux, pour la somme de 20 000 francs, financés majoritairement par l’État français et les paroissiens. 

À partir de 1995, après que la foudre se soit abattue sur le clocher, des travaux de restauration sont entamées, depuis les vitraux jusqu'à la toiture. Cet entretien ne se termine qu'en 2004, et le 9 mai de cette même année, l'archevêque d’Albi, Pierre-Marie Carré, assiste à la messe du centenaire de l'édifice.

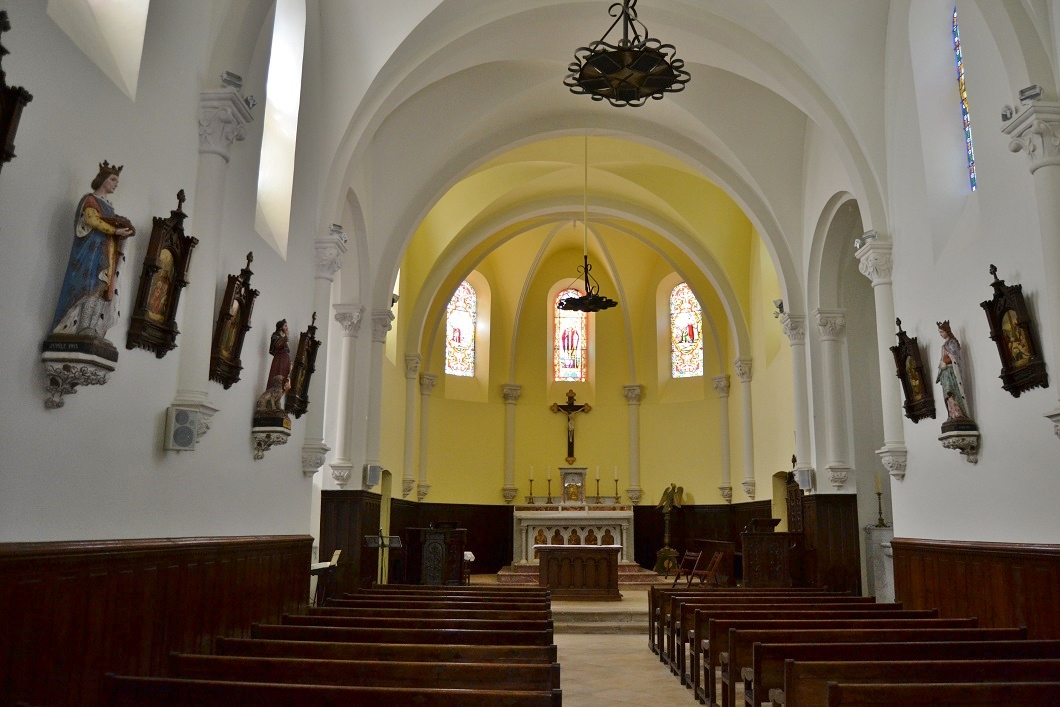
La nef et le chœur
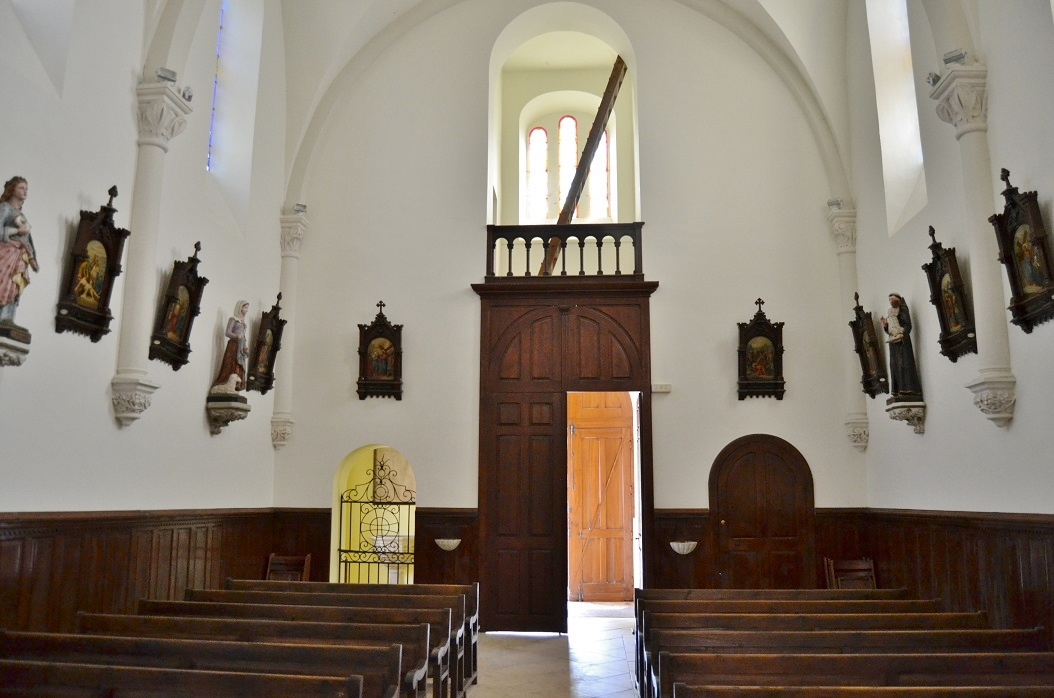
L'entrée